# Бежауи, Хассен
Хассен Бежауи (араб. حسن بيجاوي‎; род. 14 февраля 1975, Бизерта) — тунисский футболист, вратарь.

## Клубная карьера
Профессиональную карьеру начал в 1994 году выступлениями за клуб «Бизертен», в котором провел восемь сезонов.
Впоследствии с 2002 по 2011 годов играл в составе команд «Стад Тунизьен», «Бизертен», «Сфаксьен», «Эсперанс» (Зарзис) и «Ла-Марса».
В состав клуба «Бизертен» в очередной раз вернулся в 2011 году. С тех пор успел сыграть за бизертскую команду 3 матча в национальном чемпионате. В 2014 завершил карьеру.

## Выступление в сборной
В 2002 году дебютировал за национальную сборную Туниса. Всего за сборную Хассен провёл только 2 матча.
В составе сборной был участником Кубка африканских наций 1996 и Кубка африканских наций 2002 в Мали и чемпионата мира 2002 в Южной Корее и Японии.